# ネイサン・ルークス
ネイサン・ドナルド・ルークス（Nathan Donald Lukes, 1994年7月12日 - ）は、アメリカ合衆国カリフォルニア州サクラメント出身のプロ野球選手（外野手）。右投左打。MLBのトロント・ブルージェイズ所属。

## 経歴

### プロ入りとインディアンス傘下時代
2015年のMLBドラフト7巡目（全体214位）でクリーブランド・インディアンスから指名されプロ入り。傘下のA−級マホーニングバレー・スクラッパーズでプロデビューしたが、5試合目で右手を骨折し、シーズン残りの試合を全休した。
2016年はA級レイクカウンティ・キャプテンズで開幕を迎え、シーズン途中にA＋級リンチバーグ・ヒルキャッツへ昇格した。

### レイズ傘下時代
2016年8月1日にブランドン・ガイヤーとのトレードで、ジョンレイダー・サリナスと共にタンパベイ・レイズへ移籍した。
2018年は傘下のAA級モンゴメリー・ビスケッツで115試合に出場して打率.278、6本塁打、51打点、9盗塁を記録した。
2021年はAAA級ダーラム・ブルズで85試合に出場して打率.303、4本塁打、44打点を記録した。オフの11月7日にFAとなった。

### ブルージェイズ時代
2021年11月29日にトロント・ブルージェイズとマイナー契約を結んだ。
2022年は傘下のAAA級バッファロー・バイソンズで111試合に出場して打率.285、11本塁打、61打点、20盗塁を記録した。オフの11月10日にルール・ファイブ・ドラフトでの流出を防ぐため、40人枠に登録された。
2023年は開幕ロースター入りし、3月30日にメジャーデビュー。29試合に出場して打率.192、2打点を記録した。
2024年6月18日に左手親指の内側側副靱帯修復手術を受けた。9月28日のマイアミ・マーリンズ戦でメジャー初本塁打を記録した。

## 詳細情報

### 年度別打撃成績
| 年 度    | 球 団    | 試 合 | 打 席 | 打 数 | 得 点 | 安 打 | 二 塁 打 | 三 塁 打 | 本 塁 打 | 塁 打 | 打 点 | 盗 塁 | 盗 塁 死 | 犠 打 | 犠 飛 | 四 球 | 敬 遠 | 死 球 | 三 振 | 併 殺 打 | 打 率 | 出 塁 率 | 長 打 率 | O P S |
| -------- | -------- | ----- | ----- | ----- | ----- | ----- | -------- | -------- | -------- | ----- | ----- | ----- | -------- | ----- | ----- | ----- | ----- | ----- | ----- | -------- | ----- | -------- | -------- | ----- |
| 2023     | TOR      | 29    | 31    | 26    | 4     | 5     | 1        | 1        | 0        | 8     | 2     | 0     | 0        | 0     | 1     | 4     | 0     | 0     | 9     | 1        | .192  | .290     | .308     | .598  |
| 2024     | TOR      | 22    | 91    | 76    | 13    | 23    | 4        | 2        | 1        | 34    | 10    | 1     | 0        | 2     | 3     | 10    | 0     | 0     | 9     | 1        | .303  | .371     | .447     | .818  |
| MLB：2年 | MLB：2年 | 51    | 122   | 102   | 17    | 28    | 5        | 3        | 1        | 42    | 12    | 1     | 0        | 2     | 4     | 14    | 0     | 0     | 18    | 2        | .275  | .350     | .412     | .762  |

- 2024年度シーズン終了時

### 年度別守備成績
| 年 度 | 球 団 | 左翼（LF） | 左翼（LF） | 左翼（LF） | 左翼（LF） | 左翼（LF） | 左翼（LF） | 中堅（CF） | 中堅（CF） | 中堅（CF） | 中堅（CF） | 中堅（CF） | 中堅（CF） | 右翼（RF） | 右翼（RF） | 右翼（RF） | 右翼（RF） | 右翼（RF） | 右翼（RF） |
| 年 度 | 球 団 | 試 合      | 刺 殺      | 補 殺      | 失 策      | 併 殺      | 守 備 率   | 試 合      | 刺 殺      | 補 殺      | 失 策      | 併 殺      | 守 備 率   | 試 合      | 刺 殺      | 補 殺      | 失 策      | 併 殺      | 守 備 率   |
| ----- | ----- | ---------- | ---------- | ---------- | ---------- | ---------- | ---------- | ---------- | ---------- | ---------- | ---------- | ---------- | ---------- | ---------- | ---------- | ---------- | ---------- | ---------- | ---------- |
| 2023  | TOR   | 4          | 2          | 0          | 0          | 0          | 1.000      | 1          | 1          | 0          | 0          | 0          | 1.000      | 15         | 8          | 1          | 0          | 0          | 1.000      |
| 2024  | TOR   | 12         | 23         | 2          | 0          | 0          | 1.000      | 3          | 7          | 0          | 0          | 0          | 1.000      | 8          | 20         | 2          | 1          | 0          | .957       |
| MLB   | MLB   | 16         | 25         | 2          | 0          | 0          | 1.000      | 4          | 8          | 0          | 0          | 0          | 1.000      | 23         | 28         | 3          | 1          | 0          | .969       |

- 2024年度シーズン終了時

### 背番号
- 38（2023年 - ）